# Antico Epiro
L'Epiro è una zona tra la Grecia e l'Albania, compresa tra la catena montuosa del Pindo e il Mar Ionio, estendendosi dalla baia di Valona ai monti Acrocerauni a nord fino al golfo di Arta e alle rovine della città romana di Nicopoli nel sud.
Regione scoscesa e montagnosa, nel Neolitico l'Epiro venne popolato da marinai lungo la costa e da pastori e cacciatori dei Balcani che parlavano il greco. In seguito ospitò le tribù Elleniche dei Caoni, Molossi e Tesprozi e divenne la sede del santuario di Dodona, l'antico oracolo e il secondo più prestigioso dopo Delfi. Unificato nel 370 a.C. dalla dinastia degli Eacidi, raggiunse il massimo del suo splendore durante il regno di Pirro, le cui campagne contro Roma sono state all'origine della frase "vittoria di Pirro", che sta ad indicare una vittoria priva di impatto strategico. L'Epiro venne poi conquistato dai romani a seguito della terza guerra macedone (146 a.C.). Nel 395 d. C. confluì nell'Impero romano d'Oriente.

## Nome ed etimologia

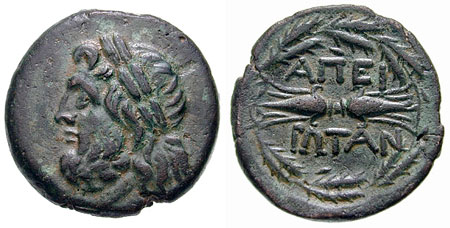
Moneta della lega epirota, con l'immagine di Zeus (sinistra) e una luce con il motto "ΑΠΕΙΡΩΤΑΝ" - Epirotes (destra).

Il nome Epirus deriva dal greco Ḗpeiros (Ἤπειρος, dorico: in greco antico Ἄπειρος, Ápeiros), che significa "terraferma" o terra firma. Si dice provenga da una radice di lingua proto-indoeuropea *apero- 'costa', e venne originariamente applicato da parte della dirimpettaia Corfù e delle isole ionie a questo territorio per indicare appunto il continente. Il nome venne impresso sulle monete della lega epirota: ΑΠΕΙΡΩΤΑΝ (Ἀπειρωτᾶν Āpeirōtân, greco attico: Ἠπειρωτῶν Ēpeirōtôn, i.e. "degli Epiroti"). Il nome albanese della regione è Epiri, derivato dal proto-albanese *apir, da proto-indoeuropeo *h₁epi.

## Storia antica

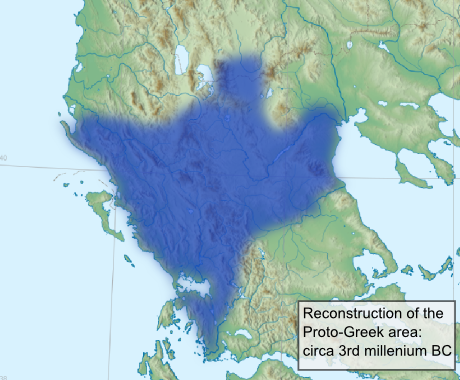
L'Epiro faceva parte delle terre in cui veniva usata la lingua proto-greca secondo il linguista V. I. Georgiev.

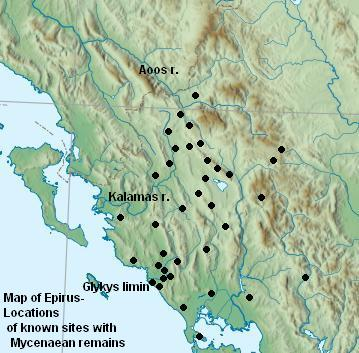
Siti di cultura micenea in Epiro

L'Epiro è stato abitato almeno dal Neolitico, da gente di mare lungo la costa e da cacciatori e pastori all'interno che portarono con sé la lingua greca. Queste persone seppellivano i loro capi in grandi tumuli contenenti tombe a pozzo. Camere funerarie simili furono successivamente utilizzate dalla civiltà micenea, il che fatto avanzare l'ipotesi che i fondatori di Micene potrebbero provenire dall'Epiro e dall'Albania centrale. In Epiro sono stati trovati diversi esempi di resti di questa antica civiltà, soprattutto nei più importanti antichi siti religiosi della regione, il Necromanteion dell'Acheronte (Oracolo dei morti) sul fiume Acheronte e l'Oracolo di Zeus a Dodona.
Nella media età del bronzo l'Epiro era abitato dalle stesse tribù elleniche nomadi che continuavano a stabilirsi nel resto della Grecia. Aristotele considerava la regione intorno a Dodona come parte dell'antica Grecia e la regione in cui ebbero origine gli Elleni. Secondo il linguista bulgaro Vladimir I. Georgiev, l'Epiro era parte dell'area linguistica protogreca durante il tardo Neolitico. Dagli inizi del I millennio a.C., tutte le quattordici tribù Epirote comprendevano Caoni nel nord-ovest dell'Epiro, Molossi al centro e Tesproti a sud, dove si parlava un forte dialetto greco occidentale.

### Epiro nel periodo classico

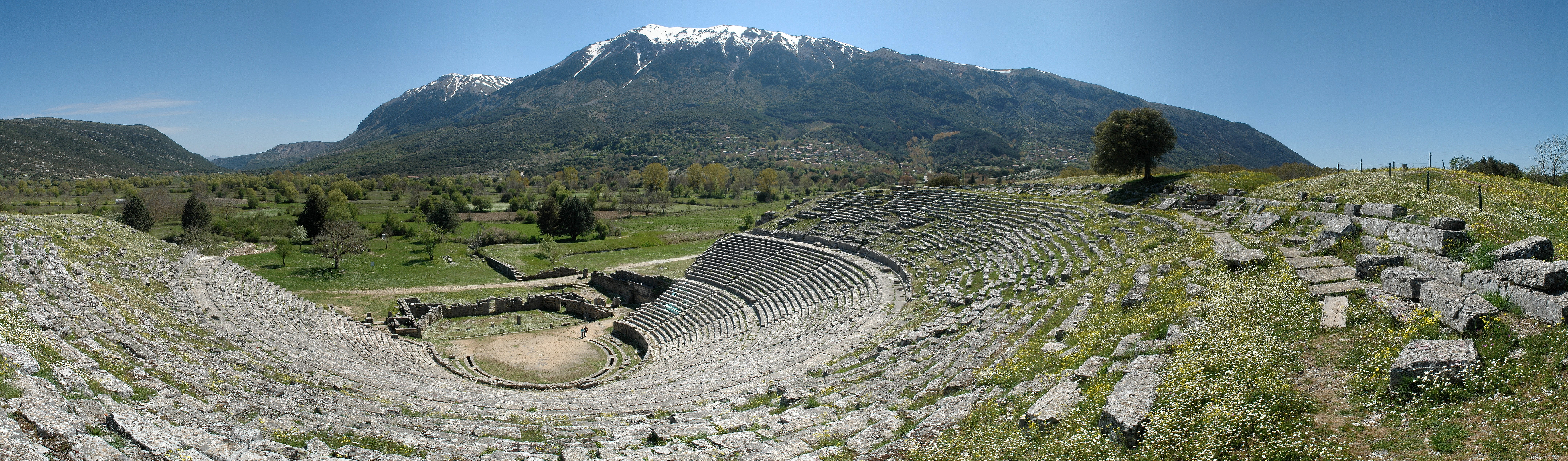
Il teatro di Dodona con il monte Tomaro sullo sfondo

Tribù dell'Epiro nell'antichità

A differenza di molti altri Greci di questo tempo, che vivevano all'interno o intorno alle città-stato, gli abitanti dell'Epiro vivevano in piccoli villaggi e il loro modo di vivere era estraneo a quello delle poleis del sud della Grecia.
 Dopo il declino della civiltà micenea, l'Epiro fu la zona di lancio del Invasioni doriche (1100-1000 AC) della Grecia. Gli abitanti originari della regione furono spinti verso sud dai Dori, e dalle successive migrazioni emersero in Epiro tre gruppi principali di tribù di lingua greca: i Tesproti dell'Epiro sudoccidentale, i Molossi dell'Epiro centrale e i Caoni dell'Epiro nordoccidentale. Vivevano in gruppi di piccoli villaggi, in contrasto con la maggior parte degli altri greci, che vivevano dentro o intorno alle città-stato.
Gli Epiroti, che parlavano un dialetto greco del nord-ovest, diverso da quello dei Dori delle colonie sulle isole Ionie e portatori di nomi per lo più greci, come testimonia l'epigrafia, sembra siano stati considerati con un certo disprezzo da alcuni scrittori classici. Lo storico ateniese del V secolo a.C., Tucidide, li descrive come "barbari" nel suo Storia della guerra del Peloponneso così come Strabone nella sua Geografia. Altri scrittori, come Erodoto, Dionigi di Alicarnasso, Pausania, e Eutropio, li descrivono come greci. Allo stesso modo, le tribù/stati epiroti erano inclusi tra gli Argivi e Epidauriani nelle liste del Thearodokoi greci (schiere di inviati sacri). Plutarco cita un elemento interessante del folklore Epirota per quanto riguarda Achille: nella sua biografia di re Pirro, sostiene che Achille "ha avuto una condizione divina in Epiro e nel dialetto locale era chiamato Aspetos" (che significa indicibile, indicibilmente grande, in greco omerico).
Agli inizi del 370 a.C., la dinastia molossiana degli Eacidi costituì uno stato centralizzato in Epiro e cominciò ad espanderlo a scapito della tribù rivali infatti gli unici Epiroti considerati greci erano gli Eacidi, che erano membri della casa reale dei Molossi e sostenevano di discendere da Achille.
Gli Eacidi si allearono con il sempre più potente regno di Macedonia, in parte contro la minaccia comune delle incursioni degli Illiri la Macedonia era circondata da un numero di popolazioni spesso ostili, le cui frequenti incursioni facevano certamente parte della chimica che fece dei macedoni un popolo di "persone dure". A nord-ovest c'erano gli Illiri e ad ovest gli Epiroti.W.S.Greenwalt registra il conflitto tra i macedoni e gli illiri e il rapporto più pacifico tra i primi e le tribù epirote.  La frequente ostilità tra gli Illiri e i macedoni non era il risultato di una inimicizia di lunga data, ma piuttosto la conseguenza della vicinanza, della debolezza macedone e dell'importanza di razzie e saccheggi per economia Illirica.  Entro la metà del IV secolo, con la crescita del potere della Macedonia, gli Illiri rivolsero i loro sforzi verso obiettivi più facili.  Poco si sa delle relazioni della Macedonia con le tribù Epirote, fino al IV secolo, quando divenne politica dei re macedoni allearsi con queste tribù occidentali vicine in parte per forgiare una resistenza comune alle incursioni illiriche. Nel V secolo l'Epiro era ancora alla periferia del mondo greco. Per lo storico del V secolo Tucidide, gli Epiroti erano "barbari". Gli unici Epiroti considerati greci erano gli Eacidi, che erano membri della casa reale dei Molossi e sostenevano di discendere da Achille. A partire dal 370 AC circa, gli Eacidi furono in grado di espandere lo stato molosso incorporando tribù dei gruppi rivali in Epiro. Gli sforzi degli Eacidi ottennero impulso dal matrimonio di Filippo II di Macedonia con la loro principessa Olimpia. Nel 334, mentre Alessandro Magno, figlio di Filippo e Olimpia, attraversava l'Asia, suo zio, il sovrano molosso Alessandro, attaccò l'Italia meridionale, dove fu infine bloccato da Roma e ucciso in battaglia intorno al 331. Alla morte di Alessandro il Molosso, le tribù epirote formarono una coalizione su base paritaria ma con il re molosso al comando delle loro forze militari. Il più grande re molosso di questa coalizione era Pirro (319–272); lui e suo figlio Alessandro II governarono a sud fino all'Acarnania e al centro dell'Albania a nord. Le avventure militari di Pirro misero a dura prova le risorse militari del suo stato, ma portarono anche grande prosperità all'Epiro. Costruì un magnifico teatro in pietra a Dodona e un nuovo sobborgo ad Ambracia (ora rta), che fece della sua capitale.
La dinastia degli Eacidi ebbe termine nel 232 a.C., ma l'Epiro rimase una potenza sostanziale, unificato sotto gli auspici della Lega epirota come uno stato federale con un proprio parlamento, o sinedrio. Tuttavia, fu affrontato dalla crescente minaccia dell'espansionista Repubblica romana, che combatté una serie di guerre contro il regno di Macedonia. La Lega mantenne una posizione neutrale nelle prime due guerre macedoni ma si scisse nella terza guerra macedone ref (171 a.C.-168 a.C.), con i Molossi schierati con i Macedoni e i Caoni e Tesproti schierati con Roma. Il risultato fu disastroso per l'Epiro; la Molossia venne sconfitta nel 167 a.C. e 150 000 dei suoi abitanti furono ridotti in schiavitù.

### Romani e Bizantini

Le province romane dell'Epirus vetus e Epirus nova in relazione ai moderni confini.

La conquista romana segnò la fine dell'indipendenza politica dell'Epiro. Nel 146 a.C., l'Epiro entrò a far parte della provincia romana di Macedonia, ricevendo il nome di Epirus vetus ("vecchio Epiro"), per distinguerlo dall'Epirus nova ("nuovo Epiro") a nord. Le regioni costiere si arricchirono a seguito delle rotte commerciali costiere dei Romani e la costruzione della Via Egnatia fornì un ulteriore stimolo alla prosperità.
Quando l'impero romano fu diviso in due nel 395, l'Epiro entrò a far parte dell'impero romano d'Oriente (in seguito Impero bizantino), governato da Costantinopoli. La città di Ioannina fu probabilmente fondata nel VI secolo. Nell'alto Medioevo, si ritiene che tribù slave si siano stabilite nella regione, anche se la portata di tale evento non è chiara. Queste tribù si ritiene siano state completamente ellenizzate alla vigilia del XIII secolo, se non prima. Parte dell'Epiro passò sotto il Primo impero bulgaro nel IX e X secolo, ma tornò sotto il controllo bizantino a seguito della distruzione dell'impero bulgaro da parte di Basilio II. Una presenza di Arumeni in Epiro è menzionata nel tardo XI secolo. Comunità ebraiche furono attestate per tutto il Medioevo ad Arta e Giannina.
Quando Costantinopoli venne conquistata durante la quarta crociata nel 1204, Michael Angelos Komnenos Doukas occupò Etolia ed Epiro e istituì uno stato indipendente conosciuto come Despotato d'Epiro con Arta come sua capitale.
Il più antico riferimento agli albanesi in Epiro proviene da un documento veneziano del 1210, in cui si afferma che “il continente di fronte all'isola di Corfù è abitato da albanesi”.

L'Epiro, e la città di Ioannina, in particolare, divennero un rifugio per i profughi greci provenienti da Costantinopoli per la maggior parte del secolo. Il Despotato d'Epiro governò Epiro e Grecia occidentale fino al sud, a Nafpaktos, nel golfo di Corinto, in gran parte del sud dell'Albania (compresa Durazzo), sulla Tessaglia e la parte occidentale della Macedonia greca, estendendo il suo governo brevemente anche sulla Macedonia centrale e la maggior parte della Tracia, a seguito dell'espansionismo aggressivo di Teodoro I d'Epiro che creò l'impero di Tessalonica nel 1224. Durante questo periodo, la definizione di Epiro venne a comprendere l'intera regione costiera dal Golfo di Arta a Dyrrachium (oggi Durazzo, in Albania) e l'entroterra ad ovest fino alle più alte vette del Pindo. Alcune delle città più importanti in Epiro, come Argirocastro vennero fondate in questo periodo. Nel 1337, l'Epiro fu nuovamente portato sotto il dominio imperiale bizantino.

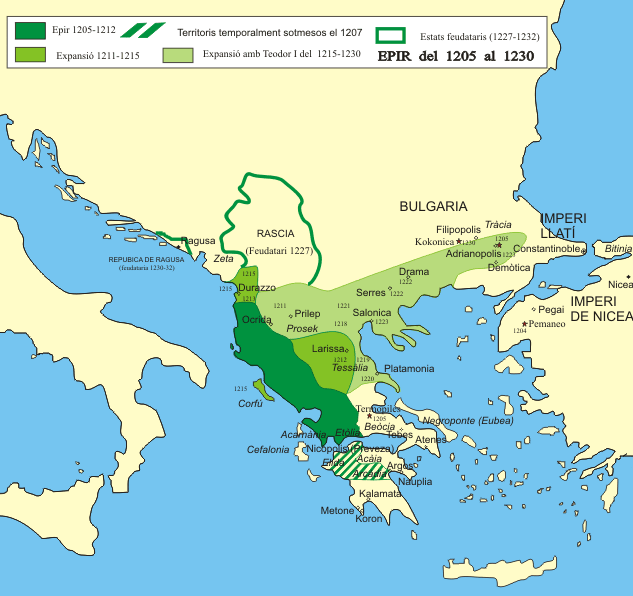
Il Despotato d'Epiro nel Medioevo

Nel 1348, approfittando della guerra civile a Costantinopoli tra Giovanni V Paleologo e Giovanni VI Cantacuzeno, il re serbo Stefano Uroš IV Dušan conquistò l'Epiro, con un contingente di mercenari albanesi. I Bizantini di Costantinopoli presto ristabilirono il controllo, rendendo il Despotato d'Epiro uno stato vassallo, ma nel frattempo i clan albanesi avevano invaso e conquistato gran parte della regione e fondarono due entità locali, di breve durata, centrate nel despotato di Arta (1358-1416) e nel principato di Argirocastro (1386-1411) ad opera dei clan Losha e Zenebishi rispettivamente. Solo la città di Giannina rimase sotto il controllo greco in quel periodo. Anche se i clan albanesi avevano acquisito il controllo della maggior parte della regione dell'Epiro dal 1366-7, non sostituirono alcuna autorità centrale greca o serba nella regione, che rimase divisa in clan. Giannina divenne un centro di resistenza greca, e i Greci di Ioannina offrirono potere a tre governanti stranieri in quel periodo, a partire da Tommaso Preljubović (1367-1384), seguito da Esaù de' Buondelmonti (1385 -1411), e infine da Carlo I Tocco (1411-1429). Quest'ultimo finalmente è riuscito a porre fine al governo dei clan albanesi e ad unificare l'Epiro. Ma il dissenso interno facilitò la conquista ottomana, che procedette con la cattura di Giannina nel 1430, di Arta nel 1449, di Angelocastro nel 1460, e, infine, di Vonitsa nel 1479. Con l'eccezione di alcuni possedimenti veneziani costieri, questa fu la fine del dominio dei Franchi in terraferma Grecia.